# Mertens (Texas)
Mertens è un centro abitato degli Stati Uniti d'America situato nella contea di Hill dello Stato del Texas.
La popolazione era di 125 persone al censimento del 2010.

## Geografia fisica
Mertens è situata a 32°03′31″N 96°53′42″W (32.058545, -96.894887).
Secondo lo United States Census Bureau, ha un'area totale di 0,4 miglia quadrate (1,0 km²).

## Società

### Evoluzione demografica
Secondo il censimento del 2000, c'erano 146 persone, 58 nuclei familiari e 42 famiglie residenti nella città. La densità di popolazione era di 332,3 persone per miglio quadrato (128,1/km²). C'erano 65 unità abitative a una densità media di 148,0 per miglio quadrato (57,0/km²). La composizione etnica della città era formata dall'84,25% di bianchi, il 4,11% di nativi americani, il 10,96% di altre razze, e lo 0,68% di due o più etnie. Ispanici o latinos di qualunque razza erano il 17,81% della popolazione.
C'erano 58 nuclei familiari di cui il 27,6% aveva figli di età inferiore ai 18 anni, il 60,3% aveva coppie sposate conviventi, l'8,6% aveva un capofamiglia femmina senza marito, e il 25,9% erano non-famiglie. Il 25,9% di tutti i nuclei familiari erano individuali e il 15,5% aveva componenti con un'età di 65 anni o più che vivevano da soli. Il numero di componenti medio di un nucleo familiare era di 2,52 e quello di una famiglia era di 2,98.
La popolazione era composta dal 25,3% di persone sotto i 18 anni, il 6,2% di persone dai 18 ai 24 anni, il 24,7% di persone dai 25 ai 44 anni, il 24,0% di persone dai 45 ai 64 anni, e il 19,9% di persone di 65 anni o più. L'età media era di 40 anni. Per ogni 100 femmine c'erano 111,6 maschi. Per ogni 100 femmine dai 18 anni in giù, c'erano 91,2 maschi.
Il reddito medio di un nucleo familiare era di 31.250 dollari e quello di una famiglia era di 36.667 dollari. I maschi avevano un reddito medio di 29.500 dollari contro i 21.250 dollari delle femmine. Il reddito pro capite era di 13.422 dollari. C'erano il 12,0% delle famiglie e il 23,4% della popolazione che vivevano sotto la soglia di povertà, incluso il 51,4% di persone sotto i 18 anni e il 13,2% di persone sopra i 64 anni.